# Sammi Kane Kraft
Sammi Kane Kraft (2. duben 1992, USA – 9. říjen 2012 Los Angeles, Kalifornie) byla americká filmová herečka a baseballistka.

## Počátky
Narodila se a žila v USA. Od malička se věnovala baseballu a byla velikou fanynkou New York Yankees.

## Kariéra
Před kamerou se objevila poprvé v roce 2005 a to konkrétně ve filmu Špatné zprávy pro Medvědy. K této roli se dostala tak, že režisér Richard Linklater hledal dívku, která umí hrát baseball. Od té doby se ve filmu či seriálu neobjevila. Byla pouze hostem TV série Today.
Studovala a věnovala se baseballu. Reprezentovala USA na juniorské olympiádě. Zemřela 9. října 2012 na následky automobilové nehody, které utrpěla dva dny předtím.

## Ocenění
- 2005, Young Artist Award za film Špatné zprávy pro Medvědy

## Filmografie

### Filmy
- 2005 – Špatné zprávy pro Medvědy

### Seriály
- 2005 – Today